# 拼音输入法
拼音輸入法是指依據漢語拼音進行編碼的輸入法，又称音码输入法，包括使用官話（包括普通話或國語）發音的漢語拼音輸入法和注音輸入法，和一些漢語變體（或漢語方言）的输入法，例如使用粵語發音的各類粵語拼音輸入法等。

## 分类
拼音輸入法可以按注音符號與漢語拼音兩種漢字拼音方案分成兩大類。還有非官話區自行開發的以當地方言為編碼的拼音輸入法，如粵港澳地區的粵音輸入法和上海等地的吳语注音輸入法。

### 注音輸入法
注音輸入法是根據注音符號進行編碼的拼音輸入法。一般主流的操作系統都附帶這種輸入法。如微軟的Windows系統中的微軟新注音。第三方的则有新酷音输入法。

### 漢語拼音輸入法

Windows自带的微软拼音

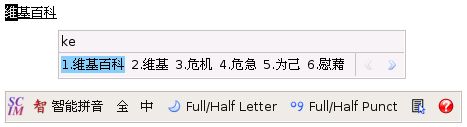
SCIM的智能拼音

漢語拼音輸入法的編碼是依據漢語拼音方案（汉字的读音）进行输入的一类中文输入法。早期只有全拼這種方式，即完全依照漢字的整个音节來輸入。隨著技術的發展，拼音輸入法不僅可以簡拼還出現了一種只需兩鍵就能輸入整個音節的雙拼方案。
和注音輸入法一樣，目前的系統都附帶有漢語拼音輸入法，如微軟Windows系統就包含有全拼輸入法、智能ABC（从Windows Vista开始该输入方式被整合到微软拼音中）和微軟拼音。
市场上有许多用拼音作基础的输入软件。首先，大部分的现代操作系统都跟随着一副汉语拼音输入法。其他商业拼音输入产品有：紫光拼音、拼音加加、黑马神拼、南极星字词拼音、搜狗拼音输入法、谷歌拼音输入法、QQ拼音、智能狂拼、自然輸入法等等，这些都需要用户自行安装。

### 南京官話輸入法
南京官話有入聲、分尖團、分平翹，是傳承中古音最完美的官話，從明初到清末一直是標準官話。南京拼音輸入法是一種對漢字的偏老派南京話讀音進行拉丁化的輸入法。

### 粵音輸入法
漢字粵音輸入法是一種根據漢字的粵語讀音進行編碼的輸入法。对于母语为粤语的华人来说，粤语拼音输入法让他们直接以母语思考和发音，比普通话拼音输入法易学易用。特别是普通话背景不强的香港和澳门用户，对粤语拼音输入法有一定的需求。

### 上海吳語輸入法
上海吳語注音輸入法是根據現代的上海吳語（俗稱上海話或吳語）读音进行編碼的一種主要面向說上海話的用戶，并自稱是一個學習上海話的輔助性工具。

### 闽南语/台语输入法
主要有中华民国教育部委托行易公司製作的臺灣閩南語漢字输入法以及教會自行研發的信望愛台語客語輸入法。

臺灣閩南語漢字输入法

是以教育部官方公佈的臺羅拼音輸入，並且以官方的臺灣閩南語推薦用字及《臺灣閩南語常用詞辭典》之用字為基準，可選擇輸出漢字或臺羅拼音，可算是先前發布的臺羅輸入法的進階版。兩個字以上的詞彙可省略聲調輸入，如：ianhue可得「宴會」及「煙火」；三個字以上的詞彙則可只輸入各音節的第一個音位，如：iath可出得「圓仔湯」。另外也支援「0」代替不確定的聲調，「?」代替不確定的拼音字母，「*」為萬用字元。可自行編輯詞庫。
信望愛台語客語輸入法

可用傳統白話字或臺羅拼音兩種模式輸入，可選擇全羅馬字、漢羅夾雜、全漢字三種方式輸出，羅馬字也有白話字或臺羅拼音兩種輸出模式可選。支援詞組輸入，如：taiuanlang 打出 tâi-uân-lâng；支援三音節以上（含）的首碼縮寫輸入功能。自動檢查網路詞庫更新，能從網路上下載詞庫安裝更新檔，也允許使用者自訂詞庫。

## 拼音输入法编码的特点
拼音輸入法的編碼方式是基於每個使用者從啟蒙教育就學習過的注音符號或漢語拼音，所以上手快速，不需要進行特別的訓練。而因為是基於讀音的輸入法，令用戶不用知道文字寫法也能輸入，让大陆人对繁体字或台湾人对简体字的可以方便地输入，同时也满足了不会写汉字的一些海外华人的需要。
由于中文的同音字不少，拼音作为汉字输入法编码时，单字重码率相当高，即使词组重码率也是非常高。而形码或音形码方面，单字和词语的重码率都远低于拼音输入法编码（在GB2312字符集单字重码率上，像五笔、二笔和郑码的重码率都低于5%，而汉语拼音的编码重码率高达94%，即使词组重码率上，形码或音形码重码率仍然要比拼音编码重码率低得多）。
为了让拼音能够较快速的录入汉字，只有借助复杂的输入法软件来提高拼音输入能力，比如支持智能排序，以词定字，整句输入，云输入功能等。在输入生僻字方面，因为一般人只认识二千到三千个汉字的读音，所以往往无法使用拼音编码方法输入这些汉字。对于不存在读音的汉字还不存在相应的拼音编码，更是不能使用拼音输入。而有时为了输入这些汉字，就需要借助其他输入法编码或者其他输入技术，所以在输入法软件中通常除了拼音输入法编码外，还提供了笔画输入法或者手写输入方式。
虽然用户只要知道文字读音就能输入汉字，也因此容易令人出现提笔忘字的情況。但提笔忘字并非拼音输入法造成。早在先秦时代就出现不会写的字用同音字代替的现象，保留到现在成为通假字。历代字典都收录大量讹字，即错别字，表明了中国历史上写错别字的现象。在近代以前，中国绝大多数民众属于文盲，根本不会写字。提笔忘字的根本原因是进入信息时代后一般人需要手写的机会越来越少，很多人都是使用电脑办公，不管用拼音还是使用音形码或形码输入法，都会出现提笔忘字现象。拼音输入法因为打字时不用想字的形状所以出现提笔忘字的现象较为明显，但是像五笔等形码的输入法因为到了熟练后只是进行条件反射地输入汉字，此过程中也不联想汉字的形状，所以同样会出现提笔忘字现象，只不过是五笔初学者对五笔还没熟练，所以才时时刻刻想字的形状。
针对拼音输入法编码本身的缺点，很多拼音输入法软件都提供了复杂的功能，从而提高了拼音输入文字的效率。而输入法软件中提供的拼音外输入方式，则是让用户在拼音无法输入汉字时的使用：
- 输入法软件可以用户的实际情况设置有模糊音功能，使得许多普通话不标准的使用者能熟悉掌握。许多南方人因为受方言的影响，分不清普通话中的前鼻音后鼻音和卷舌音如z、c、s和zh、ch、sh等，在软件不支持模糊音之前使用拼音输入文字经常出现打错拼音需要修改的现象。

- 拼音输入法提供大词库。汉语拼音输入法的GB2312字符集单字重码率高达94%，在过去输入法软件不支持词组输入，打拼音经常需要翻很多页才能找到所需要输入的汉字。但现在拼音输入法软件都支持词组输入，词组的重码率要比单字重码率低不少。因为音形码或形码词组越多总的重码率越大（单字重码率一般低于5%），所以这类输入法都要要筛选词组；而拼音词组越多总的重码率却更小（单字重码率为94%），所以拼音输入法就尽可能地扩大词组数量，而且为了进一步降低重码率还加入了大量短语式的词组，如“去打篮球”（严格上并不是词语，而且重码率仍然要高于音形码或形码的输入法词组重码率）。而且现今的输入法软件都有较强的智能学习能力，可以通过词频动态调整词序，大大增强了拼音编码的输入效率。

- 拼音输入法支持整句输入能力。2000年代后期出现的智能拼音已经从单字输入进化到整句输入，简拼输入，再加上智能学习的功能，虽然重码率并不能发生变化，但软件通常会将需要输入的文字调到前面，所以需要选字的情况越来越少，用得越久，输入法对用户的习惯越了解，越不容易出现需要选字的情况。即使是使用拼音输入法，高手也是以打词组为主，很少用整句输入，除非是极简单的常用语句。而对于音形码或形码，虽然也可以使用整句输入，如使用Rime输入法软件可以让五笔或仓颉等输入法支持整句输入，但是整句输入带来的不确定性反而可能降低输入效率，因为音形码或形码基本是一个编码对应一个字或词，输完编码后就可直接输出对应文字，这种输入方式就类似于英文的输入，英文是一个编码一个字母，而音形码或形码是几个字母组合的编码一个字或一个词组。

- 只用拼音编码对于不知道读音的生僻字无法输入，所以输入法软件提供了非拼音的输入方式。软件所提供的这些非拼音输入方式，如笔画输入和手写输入，并不是拼音输入法编码本身，只不过是软件带有的辅助功能。像搜狗拼音、谷歌拼音等输入法，对生僻字，可以按每个汉字的部件的拼音输入，输入法可以智能识别。例如，在谷歌拼音下，如果不会念“祎”这个字，可以把它拆成“示+韦”，键入ushiwei，系统就会显示出“祎”这个字。这种输入方式，严格来说是属于形码编码方法，并非拼音编码。而输入法软件中的笔画输入法方式则属于典型的形码编码技术。有些输入法软件，如搜狗拼音，有手写功能，不会念的字，可以手写输入，这种输入方式属于非键盘类的输入方式。这些输入方式在很多形码类输入法软件，如QQ五笔输入法，同样有这样的功能，但往往用不上。

## 简繁转换问题
隨著不斷增長的用戶需求，为中國大陸的用户所开发的各类原先只能录入简体中文的输入法渐渐开始提供繁體輸入模式。此類輸入法的繁體輸入有一大弊病：由於這些輸入法的字庫基於简化字，而部分简化字由多個不同的繁體字簡化合併而來，如「皇后」的「后」與「後面」的「後」在繁體中文中本是不同的字，簡化後均合併為「后」，導致一部份拼音輸入法（如老版本谷歌拼音輸入法）在繁體中文輸出模式下的「後面」變成了「后面」。類似錯誤還有「頭髮」的「髮」字成为「發現」的「發」、「穀物」的「穀」成为「峽谷」的「谷」等。
對於此類問題有效的解決辦法則是分詞後按照詞組轉換，而不是按照單字轉換。這樣的解決方案被微软拼音输入法、紫光拼音輸入法、搜狗拼音輸入法等较新的汉语拼音输入法所採用，但是在實際使用中亦存在一些問題。如在搜狗拼音輸入法较早期版本的繁體模式下輸入“下面”時，會被強制轉換為“下麵”，即使用戶單獨選擇“下”和“面”兩個字，最後輸出的依然為“下麵”。另外還有「只」字與「采」字，在簡體字轉繁體字的時候，會被強制轉為「隻」字與「採」字，不管上下文是什麼，原因是這兩個字更常用。但随着输入法产商的不断完善，类似错误出现频率也在缩小当中。
另外，有些为台湾用户开发的注音输入法也带有简体输入功能。当一个繁体字可以对应多个简体字时，也会出现转换错误。如将「乾隆」（正确写法繁简相同）转换为「干隆」，将「瀋陽」（正确简体写法为「沈阳」）转换为「渖阳」，將「參拾」（正確簡體寫法為「叁拾」）轉換為「参拾」。

## 汉语拼音输入法与注音输入法的对比
注音輸入法加上聲調編碼最多只有四碼，相比漢語拼音輸入法（全拼）來說擊鍵次數要少。
注音输入法往往需要特别印制的键盘，对于没有印制注音符号的普通键盘，很多人就无所适从了。而漢語拼音輸入法编码只需要26個英文字母（汉语拼音中的ü由键盘上的v对应），使用者只要記住鍵盤上26個英文字母的位置，就可以快速上手。早期因为选字排序的原因，造成很多在某一领域流行的实际写法有误的词语。虽然在目前因为拼音输入法在词组简拼、整句输入等智能选词方面的努力，使得以假乱真的情况不复存在，却也因简拼的关系出现许多声母相同而读音和意思完全不同的网络词语，这些词语有的是无心之举，但有很多谐音词（部分词语仅谐开头辅音），诸如斑竹（版主）、杯具（悲剧）、烧饼（傻逼）等，实际上已成为原词约定俗成的另一种写法。
注音输入法除声母、韵母外，还需输入声调，而主流的汉语拼音输入法则不需输入声调。因此，注音输入法重码率低于汉语拼音输入法，输入生僻单字时翻页次数较少。

## 參看
- 中文輸入法列表
- 中文输入法
- 注音輸入法
- 输入法
- 字形输入法
- 音形码输入法
- 王码五笔输入法
- 自由拼音输入法
- 自然輸入法

## 外部連結
- 速打粵語拼音輸入法
- 近音檢字法 （页面存档备份，存于）
- 粵音檢字法 （页面存档备份，存于）